# Josef Karl Nerud
Josef Karl Nerud (* 13. August 1900 in Simbach am Inn; † 9. Juli 1982 ebenda) war ein deutscher Maler der Moderne. Seine Werke sind expressionistischer, sachlicher sowie expressiver Natur.

## Leben
Josef Karl Nerud besuchte die Fachschule für Glasmalerei in Zwiesel. Er studierte von 1921 bis 1927 an der Staatlichen Akademie der Bildenden Künste München, wo er nach drei Semestern als Meisterschüler von Carl Johann Becker-Gundahl ein eigenes Atelier erhielt.
Nerud ging 1929 zu den Juryfreien, eine Künstlergruppe, die für bislang wenig bekannte oder anerkannte Künstler eine Möglichkeit der Ausstellung und des Verkaufs ihrer Werke bot. Dort entwickelte er sich zu einem Künstler, der prägend auf die Gruppe wirkte und zahlreiche Ausstellungen hatte. Nerud zählte durch seine eigenwillige Farbigkeit und Aussagekraft etwa mit Josef Scharl und Wolf Panizza zu den stärksten Charakteren der Juryfreien. Er stellt bei Thannhauser und im Graphischen Kabinett in München aus, seine Kollektivausstellungen und die Ausstellungen der Künstlergruppe im Glaspalast, in Deutschlands Großstädten und im Ausland, an denen er eifrig teilnahm, gaben seinem Namen einen frühen Klang. Viele Ölbilder und Aquarelle setzen sich, fest zupackend, mit dem Nächstliegenden auseinander, mit Motiven des täglichen Lebens, des Heimatortes und der auch in späteren Jahren niemals vernachlässigten niederbayerischen Landschaft.
Die Machtübernahme der Nationalsozialisten beendete diese Phase. Dem euphorischen, zukunftsfrohen Treiben der Juryfreien-Zeit setzte das Jahr 1933 ein jähes Ende. Das Reichskulturkammergesetz vom 22. September ließ dem Künstler nur die Wahl zwischen Mitmachen oder Emigration. Nerud wählte die innere Emigration. Gleichsam im Verborgenen lebend mit Aufenthaltswechsel zwischen Simbach, Klingenbrunn im Bayerischen Wald und Kutterling bei Brannenburg verzichtete er auf öffentliche Anerkennung, ging aber mit Zähigkeit auf seinem eigenen Weg weiter.
Porträts in den 1920er und 1930er Jahren von Simbacher Persönlichkeiten wie z. B. Ferdinand Aufschläger, Josef Hellmannsberger, Johann Gerngroß, Selbstporträts, Porträts seiner Frau Annemarie und Porträts von Freunden und Verwandten spielten für J.K.Nerud eine große Rolle.
Nach dem Zweiten Weltkrieg, im Jahre 1947, begegnete Nerud dem Architekten Franz Ruf, dem Erbauer der Parkstadt Bogenhausen. Strenge Hochhausfronten mit abwägender Farbgebung, blanke Wände als monumentale Aufforderung, sie mit ruhig ausgewogenen Figurengruppen in konturierender Schnitt-Technik zu beleben, wird über einen größeren Zeitraum hinweg für Nerud zur willkommenen Aufgabe. Beispiele dafür sind die Wandbilder in der Münchner Universitätszahnklinik, in der Volksschule Freimann, der Stuntzschule, der Holzkirchner Kirche, an Wohnbauten der Heimbau-Bayern und an vielen öffentlichen und privaten Gebäuden. Seit 1948 war Nerud wieder regelmäßig auf Ausstellungen in München, Hamburg, Essen, Mannheim und anderen Städten vertreten und genoss auch bald wiederum Anerkennung durch die Fachwelt.
Im Oktober 1952 erreichte Nerud ein Auftrag, der ihn zum international anerkannten Graphiker machte. Die Neue Zeitung, das Presseorgan der amerikanischen Besatzungsmacht für Deutschland, forderte ihn auf, die deutsche Erstveröffentlichung der Hemingway´schen Meistererzählung „Der alte Mann und das Meer“ zu illustrieren. In den Jahren 1953 und 1954 wird längeres Verweilen auf Ibiza für Nerud zum zentralen Erlebnis. Das schattenlose Licht auf kalkigen Häusermauern und ruhevoll bewegten, in ihrer Heimattracht wie in einem Ornat schreitenden Menschengestalten lässt Nerud seine besondere Sprache finden. Das leuchtende Weiß, mit sparsamen farbigen Aufenthalten, ist Neruds fundamentale Erkenntnis, dass Weiß nicht Farblosigkeit bedeutet, sondern erregende, intensiv strahlende Farbigkeit ist.
Nie vergaß Nerud, sich mit seiner niederbayerischen Heimat auseinanderzusetzen. Dazu schreibt sein Biograph Josef Egginger, …galt es doch nun, den Themen, die ihm zeitlebens am meisten am Herzen gelegen sind, endgültig Ausdruck zu geben. Die Landschaft zwischen Inn und Rott, das sanft geschwungene Hügelland mit fruchtbaren Ackerbreiten, dunklen Waldparzellen, Kirchdörfern und Einödbauern in neuer Sicht zu zeigen, schien ihm vordringliche Aufgabe gewesen zu sein. Wie schon bei Ibiza zog er nun auch aus den Motiven des Hügellandes gleichsam einen Extrakt, der dessen Wesen am reinsten auszudrücken vermochte… kalkweiße Kirchtürme und Häuser dominieren, aber auch rost- und erdbraune, graue und schwarze Holzschuppen und Dächer mischen sich darunter, bilden zusammen mit grünvariierten Baumkronen die „Blickaufenthalte“ unter sattblauem Himmel.
In Einzelausstellungen und gemeinsam mit der „Donau-Wald-Gruppe“, deren Mitglied Nerud war, wurde sein Werk weiterhin in bedeutenden Städten des In- und Auslands präsentiert.
Seine Werke sind in vielen öffentlichen und privaten Sammlungen vertreten.

## Auszeichnungen
- 1962 Kulturpreis Ostbayern
- 1969 benannte man in Simbach am Inn und Kirchdorf am Inn Straßen nach ihm.
- 1970 wurde er Ehrenbürger der Stadt Simbach am Inn.
- 1970 zeichnete ihn die oberösterreichische Landesregierung als Konsulent für Kunstpflege aus.
- 1973 wurde er von der Innviertler Künstlergilde für langjährige Zugehörigkeit und künstlerisches Wirken zum Ehrenmitglied ernannt.

## Publikationen
- Die weiße Insel. Eine Reise nach Ibiza. 16 Linolschnitte von Josef Karl Nerud, Text von Sepp Egginger, Schachtl, München 1955.
- Handzeichnungen. mit Erwin Liewehr als Herausgeber, Vierlinger, Simbach am Inn 1977, ISBN 3-921707-07-2.
- Josef Karl Nerud. Aquarelle. Erwin Liewehr, Otto Grimm (Hrsg.) Einführung von Friedrich Prinz, Biografie von Josef Egginger, Passavia, Passau 1980, ISBN 3-922016-06-5.